# David Kopřiva
David Kopřiva (ur. 18 października 1979) – czeski wioślarz. Srebrny medalista olimpijski z Aten.
Zawody w 2004 były jego jedynymi igrzyskami olimpijskimi. Zajął drugie miejsce w czwórce podwójnej. Osadę tworzyli również Tomáš Karas, Jakub Hanák i David Jirka. W tej samej konkurencji był wicemistrzem świata w 2003.